# Vermonter

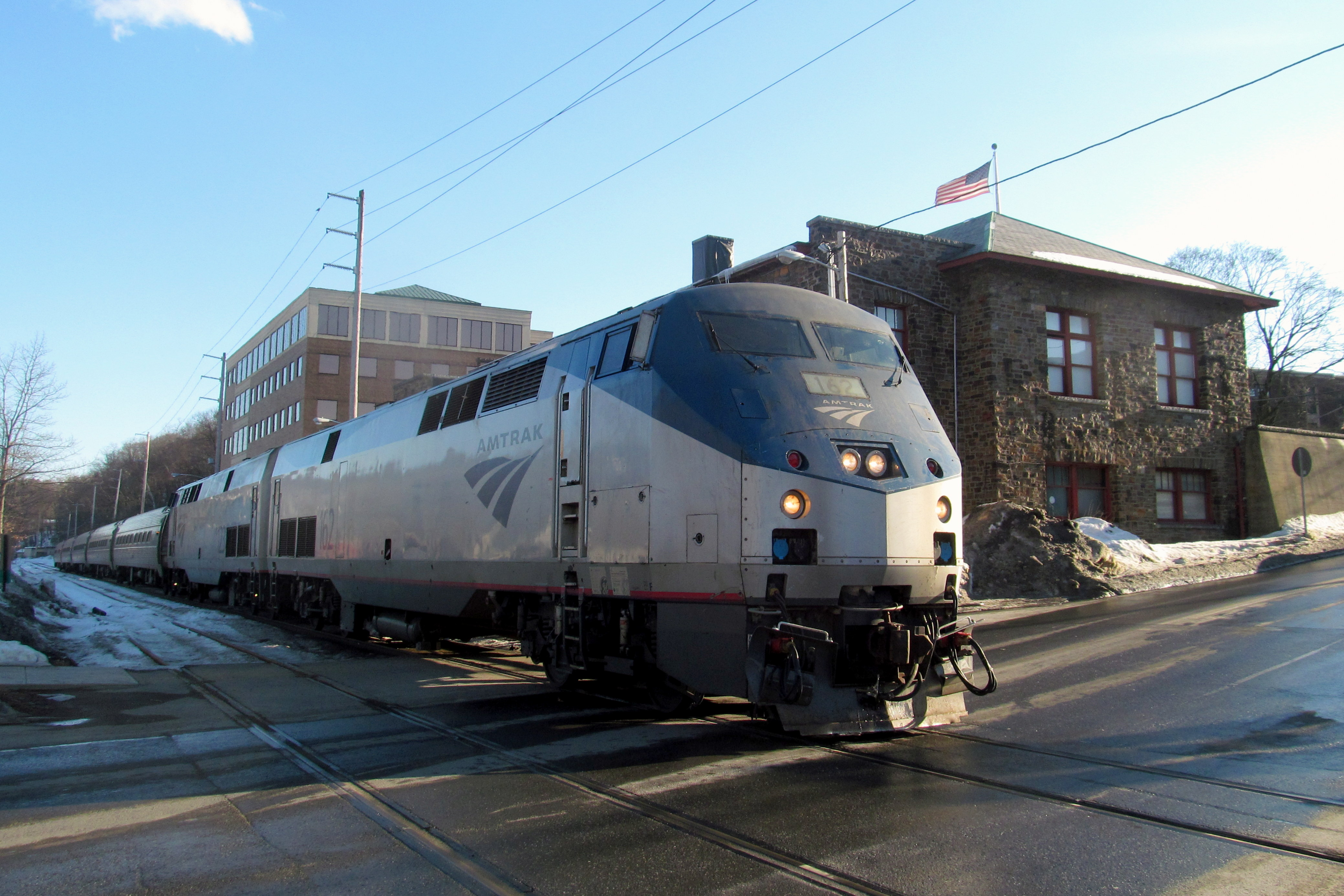
Vermonter в городе Брэттелборо

Vermonter (Вермонтер, т. е. житель Вермонта) — пассажирский поезд компании Amtrak, курсирующий между Вашингтоном и Сент-Олбансом (Вермонт). Длина маршрута поезда — 975 км (606 миль). Поезд ходит ежедневно. Время в пути — 13 часов 45 минут.
Vermonter — единственный поезд, обслуживающий столицу Вермонта Монтпилиер.

## История
Предшественником Vermonter был поезд Montrealer, ходивший между Вашингтоном и Монреалем в 1924—1966 годах. После отмены Montrealer штат Вермонт остался без какого-либо пассажирского железнодорожного сообщения. Железнодорожное сообщение между Вермонтом и Вашингтоном было восстановлено в 1972 году, когда компания Amtrak вновь запустила поезд Montrealer. Первоначально Montrealer был ночным поездом, но в 1995 году он стал курсировать днём. Одновременно маршрут поезда был ограничен до Сент-Албанса (поезд перестал заходить в Канаду) и сам поезд был переименован в Vermonter.

## Маршрут
Вашингтон — Нью-Кэрролтон — Аэропорт BWI — Балтимор — Уилмингтон (Делавэр) — Филадельфия — Трентон (Нью-Джерси) — Ньюарк (Нью-Джерси) — Нью-Йорк — Стэмфорд (Коннектикут) — Бриджпорт (Коннектикут) — Нью-Хейвен (Коннектикут) — Уэллингфорд — Мериден — Берлин (Нью-Гэмпшир) — Хартфорд (Коннектикут) — Винсдор-Локс — Спрингфилд (Массачусетс) — Эмхерст — Брэттелборо — Беллоус-Фоллс — Клэремонт — Винсдор — Уайт-Ривер-Джанкшен — Рэндолф — Монтпилиер (Вермонт) — Уотербари — Эссекс-Джанкшен — Сент-Олбанс